# جريس إفريقي
الجُرَيس الإفريقي (باللاتينية: Campanula afra) نوع نباتي ينتمي إلى جنس الجريس من الفصيلة الجريسية.

## الموئل والانتشار
موطنه المغرب العربي.

## مرادفات للاسم العلمي
- (باللاتينية: Campanula afra subsp. afra)
- (باللاتينية: Campanula dichotoma subsp. afra (Cav.) Maire)
- (باللاتينية: Campanula hirsutissima Sennen & Mauricio)
- (باللاتينية: Campanula leptosiphon Pau & Sennen)